# Daniel Aceves
Daniel Aceves Villagrán  (* 18. listopadu 1964 Ciudad de México, Mexiko) je bývalý mexický zápasník, stříbrný medailista v zápase řecko-římském v kategorii do 52 kg z her v Los Angeles 1984. V roce 1983 vybojoval bronz na Panamerických hrách.